# Blood in My Eyes
Blood in My Eyes è il terzo singolo estratto dal quinto album in studio dei Sum 41, Screaming Bloody Murder, pubblicato il 10 aprile 2012.
Il brano ha ricevuto una nomination per la miglior interpretazione hard rock/metal ai Grammy Awards 2012.

## Video musicale
Il video ufficiale per il brano è stato registrato tra il 27 e il 29 febbraio 2012 nel deserto nei pressi di Los Angeles sotto la direzione di Michael Maxxis, ma è stato pubblicato solamente il 10 settembre dello stesso anno.
Il video, montato da Dylan Atkinson, inizia con una ragazza in mezzo ad un'autostrada poco trafficata che chiede un passaggio. Un'auto guidata da un uomo si ferma vicino a lei e questa vi entra, ma viene subito aggredita dall'uomo, che le sbatte la testa più volte contro il finestrino, facendola sanguinare e perdere i sensi. La porta poi in una zona abbandonata, dove la scaraventa a terra e, dopo averle preso gli effetti personali e aver abusato di lei, la abbandona ancora svenuta e piena di sangue. La ragazza si sveglia qualche ora dopo, e realizzato cosa sia successo, vaga per la zona in cerca di qualcuno. Si imbatte casualmente nell'abitazione dell'uomo e, preso un badile, suona al campanello. Le apre la moglie dell'uomo, che viene senza nessuna esitazione colpita e messa fuori gioco. L'uomo nel frattempo ha raggiunto il soggiorno ma anche lui viene colpito dalla ragazza, che infuriata infierisce su di lui, sino a che viene ucciso. Oltre a Blood in My Eyes, nel video si possono sentire anche un breve estratto di Screaming Bloody Murder e l'intro di Skumfuk.